# Cistanche mongolica
Cistanche mongolica är en snyltrotsväxtart som beskrevs av Günther von Mannagetta und Lërchenau Beck. Cistanche mongolica ingår i släktet Cistanche och familjen snyltrotsväxter. Inga underarter finns listade i Catalogue of Life.